# SimCity 4
SimCity 4 je počítačová hra pojatá jako budovatelská strategie. Vydána byla v roce 2003 firmou Maxis. Na rozdíl od předchozích dílů série SimCity jsme zde mohli vidět mnohem lepší grafiku. Později byl pro hru vydán expansion pack "Rush hour" a v roce 2006 vyšla edice "Gold", která obsahovala hru i s patchi a expansion packem.

## Režimy hry
Hra je rozdělena do tří režimů.
- Bůh: V režimu Bůh si vytvoří hráč krajinu. Může hloubit údolí, stavět různé typy kopců a dokonce i vysazovat lesy a zvířata. Navíc zde můžeme nalézt i přírodní katastrofy, například UFO. Zde byla odlišnost mezi verzí pro PC a konzoli Nintendo 64, v PC verzi jste měli obřího mloka, zatímco ve verzi pro N64 jsme se mohli shledat s Nintendo postavičkou. Po začlenění města, při kterém hráč město pojmenuje a napíše jméno starosty, přichází mód Starosta.

- Starosta: V tomto režimu se hráč v roli starosty snaží, aby se jeho město slibně vyvíjelo. K dispozici jsou tři typy zón - obytné, obchodní a průmyslové. V těch se později podle poptávky začne vyvíjet příslušná zástavba. Starosta také musí zajišťovat vyváženost rozpočtu, ale zároveň obstarat služby důležité pro rozvoj města - školství, zdravotnictví, dopravu, policejní a hasičskou ochranu.

- Můj Sim: Dalším módem je Můj Sim, což je jednodušší napodobenina hry The Sims (také produkt firmy Maxis), můžete se zde kupříkladu projet po městě, které jste sami vybudovali.